# Standortlazarett Münster

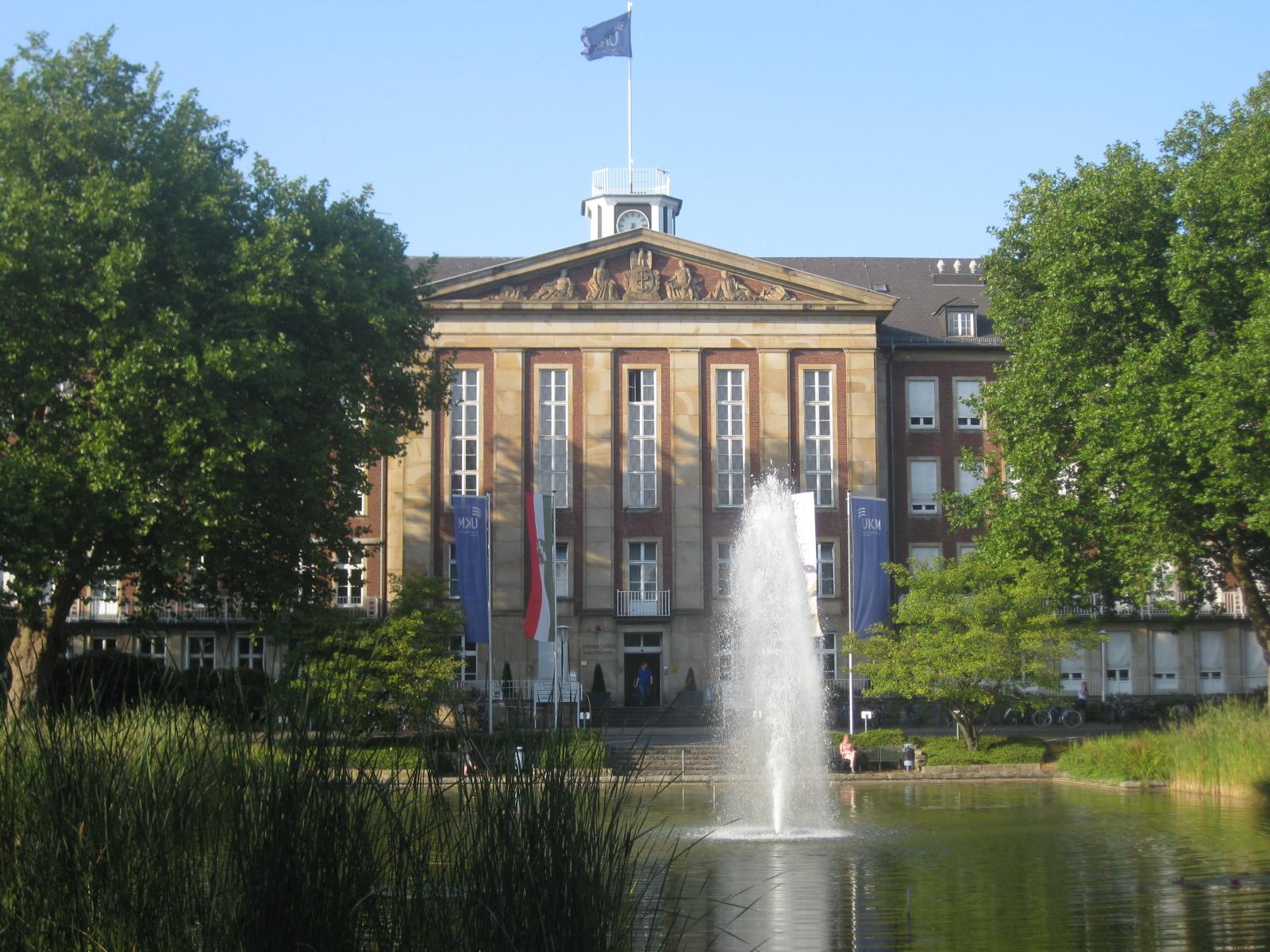
Standortlazarett Münster

Das Standortlazarett Münster ist ein Baudenkmal in Münster. Das Gebäude wurde 1935 vom Architekten Hans Ostermann unter strengen Auflagen durch das zentrale Heeresbauamt geplant und in den Jahren 1936–1938 erbaut. Die Anlage besteht aus einem Park mit einem zentralen viergeschossigen Monumentalbau von 240 Metern Länge und zwei dreigeschossigen Flügeln. Der Bau sollte sämtliche Fachabteilungen des Lazaretts in einem Gebäude vereinigen. Umliegend finden sich weitere Gebäude, darunter ein Wohnheim, eine Küche und eine Messe. Im Eingangsbereich des Ostflügels wurden von Ernst Bahn Wandgemälde zum Thema „Heilkräfte der Natur“ angefertigt. Weiterhin wurden von Hermann Kissenkötter Skulpturen zur Verzierung angefertigt.
Die Anlage befindet sich an der Von-Esmarch-Straße im Stadtteil Gievenbeck und steht heute unter Denkmalschutz.